# ニジンスキー (競走馬)
ニジンスキー（Nijinsky II、1967年 - 1992年）は、カナダで生まれ、アイルランドで調教された競走馬である。
1969年には5戦無敗でヨーロッパの優れた2歳馬として活躍し、翌1970年には35年ぶりとなるイギリスクラシック三冠を達成した。これ以降現在まで三冠馬は誕生していない。
馬名は、ロシアのバレエダンサーであるヴァーツラフ・ニジンスキーに由来する。

## 誕生
ニジンスキーは1967年2月21日にカナダのウインドフィールズファームで生まれた。生産者はエドワード・プランケット・テイラー。ニジンスキーの父はそのテイラーが生産した後の大種牡馬ノーザンダンサーで、ニジンスキーは2世代目の産駒となる。小型馬が多いノーザンダンサー産駒にもかかわらず、ニジンスキーは体高（キ甲＝首と背の境から足元まで）が170cmを軽く超える大型馬であった。母のフレーミングペイジもテイラーの生産馬で、カナダのダービーにあたるクイーンズプレートを勝ち、アメリカのケンタッキーオークスでも2着に入った実績を残していた。
テイラーは生産馬を売りに出し、売れ残ったもののみ自ら所有していたことで知られる。ニジンスキーは1968年の夏に6万カナダドルで売りに出され、購入を申し込む者が3人現れた。
3人の間で入札が行われた結果、8万4000カナダドルで宝石商のチャールズ・W・エンゲルハード・ジュニアが購入することになった。
ニジンスキーがエンゲルハードに購入されるきっかけとなったのは、アイルランドの調教師ヴィンセント・オブライエンの目にとまったことにある。オブライエンはエンゲルハードに頼まれてリボーの産駒を見にウインドフィールズファームを訪れていたのだが、目当てのリボー産駒よりもニジンスキーに目を奪われた。

## 競走馬時代
ニジンスキーはオブライエンのバリードイル厩舎に入厩し、アイルランドで競走生活を送ることになった。

### 1969年（2歳時）
ニジンスキーは、最初の4戦をアイルランドのカラ競馬場で走った。
1969年7月、6ハロン（約1207メートル）のアーンメイドンステークス（en）でデビューした。人気は約1.4倍で、リーアム・ウォード（Liam Ward）騎手を背に2着のエヴリデー（Everyday）に半馬身をつけて勝利した。
2戦目は6ハロンのレイルウェイステークス（en）で、デシース（Decies）を降して勝った。3戦目は6ハロン63ヤード（約1265メートル）のアングルシーステークス（en）で、2着のエヴリデーに3馬身をつけて優勝した。4戦目のベレスフォードステークス（en）では、デシースに4分の3馬身差まで詰め寄られたが勝利した。デシースは後にナショナルステークス（en）を勝ち、翌年にはアイリッシュ2000ギニーを勝った。
この時点でアイルランドの2歳チャンピオンを決定的にしたニジンスキーは、10月にイギリスの2歳チャンピオン決定戦となるデューハーストステークスに遠征した。新たにレスター・ピゴット騎手が手綱を取り、未勝利馬のリコールド相手に3馬身差で優勝した。この年の成績を5戦全勝としたニジンスキーはアイルランドとイギリスの両国で2歳チャンピオンとなった。これ以降もアイルランドのレースではウォード、それ以外の国のレースではピゴットがニジンスキーに騎乗した。

### 1970年（3歳時）

#### 2000ギニーステークス優勝
翌1970年4月4日、ニジンスキーはカラ競馬場のグラッドネスステークス（Gladness Stakes）で復帰した。このレースでは初めて古馬と対戦することになり、馬場状態も悪かったが、2着のディープラン（前年のアイリッシュセントレジャー2着馬）に5馬身の着差をつけて優勝。続いて同月29日にイギリスクラシック三冠第1戦の2000ギニーステークスに出走。後方から追い込みイエローゴッドに並ぶと、イエローゴッドとの競り合いの末に最後は突き放し、2馬身半の着差をつけて優勝した。

#### ダービーステークス優勝
6月3日に行われたダービーステークス（エプソムダービー）では、ニジンスキーは1番人気に支持されたものの、単勝オッズは生涯で最も高い2.4倍となった。1マイル半（約2423メートル）のダービーは、ニジンスキーにとっては距離が長すぎるのではないかと懸念された。父のノーザンダンサーは12ハロンで行われたベルモントステークスで3着に敗れていたし、母のフレーミングペイジも1マイル半のレースに勝ったことがなかった。後方から一気に追い込む2000ギニーの勝ちかたは、短距離馬の印象を与えた。
最大のライバルはフランスのジル（Gyr）とみられた。ジルはシーバードの産駒で、フランスで既にダリュー賞やオカール賞といった中長距離の重賞を勝っていた。このほか、リュパン賞の勝ち馬スティンティノやオブザーヴァーゴールドカップ優勝馬のアプルーヴァル（Approval）がこれに続いた。
大型馬のジルはスタートでゲートに頭をぶつけてしまった。ニジンスキーは有力馬たちのマークに遭い、他の馬に取り囲まれた。残り400メートルほどの地点で、ジルが抜けだして先頭に立った。しかし、ピゴット騎手は最後の直線に入るまで追い出すのを待っていた。ニジンスキーはものの数完歩でジルを一気にかわし、2馬身半差をつけて優勝した。優勝タイムは（当時）マームードに次ぐダービー史上2番目に速いタイムであった。2着にはジル、3着にはスティンティノが入った。
その後アイルランドに戻り、6月27日のアイリッシュダービーに出走した。めぼしい相手はダービー5着のメドウヴィル（Meadowville）程度しかおらず、メドウヴィルに3馬身の着差をつけて優勝した。

#### キングジョージ6世&クイーンエリザベスステークス優勝
アスコット競馬場で7月25日に行われるキングジョージ6世&クイーンエリザベスステークスは初の古馬との対戦になった。同世代の3歳馬はニジンスキーとの対戦を避けて出走しなかった。前年のエプソムダービー優勝馬ブレイクニー、前年のワシントンDCインターナショナル優勝馬のカラバス（Karabas）などと対戦することになった。とはいえ、ブレイクニーはダービー優勝後は低迷していたし、カラバスも不振続きで、メンバーはニジンスキーを除くとイギリスのチャンピオン決定戦に相応しいメンバーではなかった。ニジンスキーは後方からゆっくり進み、残り200メートルに達する前に一気に先行馬をまとめてかわした。ピゴット騎手は、残り50メートルの時点で後方を確認して手綱を緩める余裕があった。2着には2馬身差でブレイクニーが入った。

#### 夏
無敗のままイギリスダービー、アイルランドダービー、キングジョージ6世&クイーンエリザベスステークスの3つのレースを制したのはニジンスキーが初めてだった。ニジンスキーにはクレイボーンファームのブル・ハンコックの主導のもと当時の史上最高価格である544万ドル（1株17万ドル×32株）のシンジケートが組まれ、翌1971年の春からアメリカ合衆国ケンタッキー州にあるクレイボーンファームに種牡馬として繋養されることが決まった。
また、ニジンスキーの秋の目標は凱旋門賞で、さらにその結果次第ではアメリカのマンノウォーステークスに遠征すると発表された。ところが、夏の間に重い真菌性皮膚炎を患い、片脇腹の毛がすべて抜けてしまった。このため、秋へ向けての調教に遅れが生じた。陣営は生卵やスタウト（酒の一種）をニジンスキーに与えて体力の回復を待った。

#### セントレジャーステークス優勝
10月上旬の凱旋門賞を目指すニジンスキー陣営では、夏の間のトラブルでスケジュールに狂いが生じてしまった。9月上旬になってようやく一応の出走態勢が整ったものの、凱旋門賞に挑む前の手頃なステップレースが見当たらなかった。陣営は、負担重量が手頃で、これといった強敵もいない9月中旬のセントレジャーステークスに出ることにした。セントレジャーステークスは、イギリスのクラシック三冠の三戦目にあたる。しかし、1935年のバーラム以来三冠達成馬は出ておらず、オブライエン調教師が管理した1968年の二冠馬サーアイヴァーは凱旋門賞を目指すためセントレジャーに出なかった。オブライエン調教師は乗り気ではなかったが、馬主のエンゲルハードがドンカスター競馬場からの出走要請に「アメリカ人らしい愛想のよさで」応えたといわれている。
レースでは2着メドウヴィルに1馬身の着差をつけて勝利を収め、結果的にバーラム以来35年ぶり史上15頭目のイギリスクラシック三冠馬となった。無敗での達成はオーモンド、アイシングラス、バーラム以来史上4頭目の快挙だった。長距離のセントレジャーステークス（約2937メートル）を勝ったことで、ニジンスキーのスタミナを不安視する声もほとんど聞かれなくなった。しかし、ニジンスキーはレース後、体重が29ポンドも減ってしまっていた。

#### 凱旋門賞
10月4日、ニジンスキーはフランスのロンシャン競馬場で行われる凱旋門賞に出走し、単勝オッズ1.4倍の1番人気に支持された。ニジンスキーの状態に対して若干の不安を申し立てる者もいないわけではなかったが、アイルランドでの主戦であるウォード騎手が「もしニジンスキーが負けるようなことがあったら、裸でアイルランドまで歩いて帰ってやるよ」と豪語したように、大多数はニジンスキーが12戦全勝で凱旋門賞を制すると信じて疑わなかった。
相手の筆頭は8.5倍のジルで、ニジンスキーとは対照的に、ダービーの後は7月末のサンクルー大賞典を勝って、ゆっくり休みをとって挑んできた。3番人気は9.75倍のイタリア馬オルティスで、イタリア大賞（en）でデシースを5馬身差で破り、更にいくつものレースを圧勝してイタリアでは「第二のリボー」と呼ばれていた。4番人気（20倍）のササフラはフランスだけで走っていた馬で、フランスダービーの優勝馬である。ササフラは仕上がり不足のロワイヤルオーク賞で本命になったが、不利を受けて2位になり、結果的に1位の馬が降着になって繰り上がり優勝したのだが、この印象が悪く、凱旋門賞では人気を落としていた。
レース前のパドックではカメラマンと大観衆に取り囲まれて、ジルが激しく入れ込んで発汗し、何度も後ろ脚を跳ねあげていた。ニジンスキーも同じように発汗して、ダービーやキングジョージ6世&クイーンエリザベスステークスを勝った時ほど状態は良くないように見えた。
スタートすると、有力馬のペースメイカーが飛び出し、ササフラ、オルティスらがこれに続いた。ジルは抑えられていたが、折り合いを欠いていた。ニジンスキーはいつものように後方10番手に控えていた。坂の頂上を過ぎたあたりでオルティスが先頭に立ったが、直線に向くと追走が苦しくなった。ニジンスキーは進出を始めたが、まだ先頭から10馬身後方だった。残り400メートルでササフラが先頭に立ったが、ニジンスキーはようやく外に行き場を見つけたところで、まだ8馬身遅れていた。残り200メートルのところでニジンスキーはようやくいつもの伸び脚を発揮し、他馬を抜いてササフラの後ろまで追い込んできた。ササフラに並んだのは残り100メートルで、あと90メートルの地点でやっと首ひとつだけササフラを抜いて先頭に出た。しかしその直後、ピゴットがニジンスキーに鞭を入れたところ、それまで鞭で叩かれた経験のなかったニジンスキーが驚いて左によれてしまった。残り20メートルでササフラが差し返したところでゴールとなった。写真判定となったが、ニジンスキーはアタマ差の2着に敗れた。馬場状態は理想的な状態ではなかったが、従来のレコードに1秒差に迫る早いタイムでの決着だった。

#### 引退
ニジンスキーはアメリカ遠征をキャンセルして13日後のチャンピオンステークスに出走した。ニジンスキーの引退レースを見ようと2万人の大観衆が押し寄せたが、その結果ニジンスキーは動揺してひどく発汗し、極度に神経質になっていた。ニジンスキーは残り200メートルで2番手まで上がったが、そこから伸びずにロレンザッチオ（Lorenzaccio）の2着に敗れた。ニジンスキーはこれを最後に13戦11勝で引退した。

#### 凱旋門賞の敗因
凱旋門賞の直後から、ニジンスキーの敗戦理由がとりざたされた。
- ピゴットの騎乗ミス

珍しく鞭を入れたこと、前半過度に抑え、仕掛けが遅かったという非難が行われた。
馬主のエンゲルハードや『凱旋門賞の歴史』は、ピゴットの騎乗はやむを得ないもので、非難をするべきではないと述べた。
- 体調不良

ピゴット騎手はレース直後、ニジンスキーは本調子になかったと述べた。
『凱旋門賞の歴史』では、春シーズンに対戦したジルやブレイクニーとの差が以前より開いたことを挙げ、体調不良説を否定している。
- 過酷なスケジュール

ササフラの調教師であるフランソワ・マテは、春から休みなく使われてきたニジンスキーの状態に疑問を投げかけた。
『凱旋門賞の歴史』では、半年近く休養をとらなかったことを敗因の一つとしている。
- 夏の皮膚炎の影響

『凱旋門賞の歴史』は、皮膚炎の影響とそれによる調整の遅れを敗因の一つとしている。
- スタミナ不足

『凱旋門賞の歴史』は、ニジンスキーのスタミナ不足を主因としている。これによると、ロンシャン競馬場の2400メートルは、エプソム競馬場（ダービー）やアスコット競馬場（キングジョージ6世&クイーンエリザベスステークス）に比べて、明らかにスタミナを必要とするコースである。他の競馬場では後方に控えてスタミナを温存し、直線だけで勝負をするスタイルが通用するが、絶え間なく登り坂が続くロンシャン競馬場では追走するだけでもスタミナを消耗するため、ササフラのような本物のステイヤーに屈したのだと主張している。
- セントレジャー出走

馬主のエンゲルハードは、長距離戦のセントレジャーに出走させたことでニジンスキーが消耗し、万全の状態で出走できなかったことが敗因であると述べた。
- ピークを過ぎたという説

『新・世界の名馬』によると、凱旋門賞の時点で既にピークを過ぎているという意見が「支配的であった」。

### 競走成績
| 出走日     | 競馬場           | 競走名               | 着順 | 距離      | タイム  | 着差      | 騎手       | 1着（2着）馬  |
| ---------- | ---------------- | -------------------- | ---- | --------- | ------- | --------- | ---------- | ------------- |
| 1969.07.12 | カラ             | アーンS              | 1着  | 芝6f      | 1:14.60 | 1/2馬身   | L.ウォード | (Everyday)    |
| 08.16      | カラ             | レイルウェイS        | 1着  | 芝6f      | 1:16.90 | 5馬身     | L.ウォード | (Decies)      |
| 08.30      | カラ             | アングルシーS        | 1着  | 芝6f      | 1:17.30 | 3馬身     | L.ウォード | (Everyday)    |
| 09.27      | カラ             | ベレスフォードS      | 1着  | 芝8f      | 1:42.60 | 3/4馬身   | L.ウォード | (Decies)      |
| 10.17      | ニューマーケット | デューハーストS      | 1着  | 芝7f      | 1:29.90 | 3馬身     | L.ピゴット | (Recalled)    |
| 1970.04.04 | カラ             | グラッドネスS        | 1着  | 芝7f      | 1:27.60 | 5馬身     | L.ウォード | (Deep Run)    |
| 04.29      | ニューマーケット | 2000ギニー           | 1着  | 芝8f      | 1:41.54 | 2 1/2馬身 | L.ピゴット | (Yellow God)  |
| 06.03      | エプソム         | ダービー             | 1着  | 芝12f     | 2:34.68 | 2 1/2馬身 | L.ピゴット | (Gyr)         |
| 06.27      | カラ             | アイリッシュダービー | 1着  | 芝12f     | 2:33.60 | 3馬身     | L.ウォード | (Meadowville) |
| 07.25      | アスコット       | KGVI&QES             | 1着  | 芝12f     | 2:36.16 | 2馬身     | L.ピゴット | (Blakeney)    |
| 09.12      | ドンカスター     | セントレジャー       | 1着  | 芝14f127y | 3:06.40 | 1馬身     | L.ピゴット | (Meadowville) |
| 10.04      | ロンシャン       | 凱旋門賞             | 2着  | 芝2400m   | 2:29.70 | アタマ    | L.ピゴット | Sassafras     |
| 10.17      | ニューマーケット | チャンピオンS        | 2着  | 芝10f     | 2:05.80 | 1 1/2身   | L.ピゴット | Lorenzaccio   |

## 種牡馬時代
種牡馬となったニジンスキーはノーザンダンサーの後継種牡馬として父同様一大血統勢力を構築した。ニジンスキーは父ノーザンダンサーの146頭よりも多い155頭のステークスウイナーを輩出した。1986年にはシャーラスタニ等の活躍で英愛リーディングサイアーになり、北米でもファーディナンド等を輩出したことによって2位になる活躍を見せた。北米ではリーディングサイアーを獲得することはなかったが、リーディングサイアー10位以内に10回ランクインした。
産駒には、ラムタラやゴールデンフリース、シャーラスタニといったエプソムダービー優勝馬をはじめ、ケンタッキーダービー、ブリーダーズカップ・クラシックを制したファーディナンド、種牡馬として活躍したジョッケクルブ賞優勝馬カーリアンやグリーンダンサーがいる。また、アメリカの三冠馬シアトルスルーの半弟で、1985年にキーンランド1歳馬セールで史上最高額となる1310万ドルで取引された馬（後のシアトルダンサーII）もニジンスキー産駒である。日本へはマルゼンスキーの活躍以降に多くのニジンスキーの産駒や子孫が輸入された（直系子孫についてはニジンスキー系を参照のこと）。
ニジンスキーは1984年に蹄葉炎を患っていたが1992年4月15日、蹄葉炎の症状が悪化した上に急性リンパ節炎を発症して立ち上がれなくなり、翌日安楽死の処置がとられた。遺体はクレイボーンファームの敷地内に埋葬された。死後、残された産駒であるラムタラがニジンスキーの成し得なかったヨーロッパ三大レース（ダービーステークス、キングジョージ6世&クイーンエリザベスステークス、凱旋門賞）制覇を無敗で達成している。

### 主な産駒
- 1972年産
  - グリーンダンサー Green Dancer（プールデッセデプーラン、1991年仏リーディングサイアー）
  - コーカサス Caucasus（アイリッシュセントレジャー）
  - クワイエットフリング Quiet Fling（コロネーションカップ）
- 1974年産
  - マルゼンスキー（朝日杯3歳ステークス）
- 1975年産
  - * イルドブルボン（キングジョージ6世&クイーンエリザベスダイヤモンドステークス）
  - ヤマニンスキー（ヤエノムテキ、ライトカラーの父）
- 1976年産
  - ニニスキ Niniski（アイリッシュセントレジャー、ロワイヤルオーク賞）
- 1978年産
  - キングズレイク Kings Lake（アイリッシュ2000ギニー、サセックスステークス、ジョーマクグラス記念ステークス）
- 1979年産
  - ゴールデンフリース Golden Fleece（ダービー）
- 1980年産
  - カーリアン Caerleon（ジョッケクルブ賞、1988年・1991年英愛リーディングサイアー）
  - * ラシアンルーブル（イソノルーブルの父）
- 1981年産
  - * ナグルスキー（ナリタハヤブサ、ホクトベガの父）
- 1982年産
  - シャディード Shadeed（2000ギニー）
- 1983年産
  - * ファーディナンド（ケンタッキーダービー、ブリーダーズカップ・クラシック）
  - * シャーラスタニ（ダービー、アイリッシュダービー）
  - ダンスオブライフ Dance of Life（マンノウォーステークス）
  - * ダンシングキイ（ダンスパートナー、ダンスインザダーク、ダンスインザムードの母）
- 1984年産
  - * シアトルダンサー II（パリ大賞2着、タイキフォーチュンの父）
  - * グランドオペラ（メイセイオペラの父）
- 1985年産
  - ダンシングスプリー Dancing Spree（ブリーダーズカップ・スプリント）
  - メイプルジンスキー Maplejinsky（アラバマステークス、モンマスオークス）
- 1987年産
  - * ロイヤルアカデミー II（ブリーダーズカップ・マイル、ジュライカップ）
  - スカイクラシック Sky Classic（ターフクラシック招待ステークス、ロスマンズインターナショナルステークス、ブリーダーズカップ・ターフ2着）
- 1988年産
  - マシャーラー Mashaallah（アイリッシュセントレジャー、バーデン大賞、ミラノ大賞典）
- 1992年産
  - * ラムタラ（ダービー、キングジョージ6世&クイーンエリザベスダイヤモンドステークス、凱旋門賞）

### 主な母父にあたる競走馬
- ヘヴンリープライズ Heavenly Prize（フリゼットS、テストS、アラバマS、ガゼルH、ベルデイムS、ブリーダーズカップ・ディスタフ、アップルブロッサムH、オグデンフィップスH、ゴーフォーワンドH、パーソナルエンスンH）

※ * は日本に輸入された馬。

## 表彰
- 1970年にニジンスキー陣営を表彰してBBCにより「BBC Sports Personality of the Year Team Award」が贈られた。
- 1976年にはカナダ競馬名誉の殿堂入りを果たす。
- 2000年にはイギリスの新聞『ザ・サン』の「Horse of the Millennium」に選ばれる。
- カナダのウッドバイン競馬場とアイルランドのレパーズタウン競馬場にはニジンスキーの名を冠した競走（ニジンスキーステークス）が設立されている。
- ブリティッシュ・チャンピオンズシリーズ名誉の殿堂にも入っている。

## 評価
2歳時（1969年）には5戦無敗の戦績で、優れた2歳馬とみなされた。3歳時（1970年）にはイギリスクラシック三冠を達成、これ以降、2021年の時点ではイギリスクラシック三冠馬は登場していない。
アイルランドの生物学者P・G・マッケンナは、調教師ヴィンセント・オブライエンの伝記記事のなかで「多くの人がニジンスキーを20世紀で最も偉大な競走馬とみなしている」と述べた。

## 逸話
気性
ニジンスキーは気性が悪く、機嫌が悪くなると後ろ立ちをし、馬房から出ないこともあったという。このような気性のニジンスキーをピゴットは「炎のような馬」と形容している。同時に、「それほど気性が激しいからこそ走る」とも評している。
ロモラ・ニジンスキー夫人
エプソムダービーの時に、ヴァーツラフ・ニジンスキーの未亡人であるロモラ・ニジンスキーがエンゲルハードによって招待されていた。自分の亡くなった夫にちなんで名づけられたニジンスキーに彼女はレースごとに大金を賭けていたという。。
ゴルゴ13
エプソムダービーのニジンスキーはさいとう・たかをの漫画「ゴルゴ13」の題材になっている。

## 血統

### 血統表
| ニジンスキー (Nijinsky II)の血統（ノーザンダンサー系 / Phalaris5×5=6.25%、Selene5×5=6.25%） | ニジンスキー (Nijinsky II)の血統（ノーザンダンサー系 / Phalaris5×5=6.25%、Selene5×5=6.25%） | ニジンスキー (Nijinsky II)の血統（ノーザンダンサー系 / Phalaris5×5=6.25%、Selene5×5=6.25%） | （血統表の出典） | （血統表の出典） |
| 父 Northern Dancer 1961 鹿                                                                  | 父の父Nearctic 1954 黒鹿                                                                    | Nearco                                                                                      | Pharos           | Pharos           |
| 父 Northern Dancer 1961 鹿                                                                  | 父の父Nearctic 1954 黒鹿                                                                    | Nearco                                                                                      | Nogara           |                  |
| 父 Northern Dancer 1961 鹿                                                                  | 父の父Nearctic 1954 黒鹿                                                                    | Lady Angela                                                                                 | Hyperion         | Hyperion         |
| 父 Northern Dancer 1961 鹿                                                                  | 父の父Nearctic 1954 黒鹿                                                                    | Lady Angela                                                                                 | Sister Sarah     |                  |
| 父 Northern Dancer 1961 鹿                                                                  | 父の母Natalma 1957 鹿                                                                       | Native Dancer                                                                               | Polynesian       | Polynesian       |
| 父 Northern Dancer 1961 鹿                                                                  | 父の母Natalma 1957 鹿                                                                       | Native Dancer                                                                               | Geisha           |                  |
| 父 Northern Dancer 1961 鹿                                                                  | 父の母Natalma 1957 鹿                                                                       | Almahmoud                                                                                   | Mahmoud          | Mahmoud          |
| 父 Northern Dancer 1961 鹿                                                                  | 父の母Natalma 1957 鹿                                                                       | Almahmoud                                                                                   | Arbitrator       |                  |
| 母 Flaming Page 1959 鹿                                                                     | 母の父Bull Page 1947 鹿                                                                     | Bull Lea                                                                                    | Bull Dog         | Bull Dog         |
| 母 Flaming Page 1959 鹿                                                                     | 母の父Bull Page 1947 鹿                                                                     | Bull Lea                                                                                    | Rose Leaves      |                  |
| 母 Flaming Page 1959 鹿                                                                     | 母の父Bull Page 1947 鹿                                                                     | Our Page                                                                                    | Blue Larkspur    | Blue Larkspur    |
| 母 Flaming Page 1959 鹿                                                                     | 母の父Bull Page 1947 鹿                                                                     | Our Page                                                                                    | Occult           |                  |
| 母 Flaming Page 1959 鹿                                                                     | 母の母Flaring Top 1947 栗                                                                   | Menow                                                                                       | Pharamond        | Pharamond        |
| 母 Flaming Page 1959 鹿                                                                     | 母の母Flaring Top 1947 栗                                                                   | Menow                                                                                       | Alcibiades       |                  |
| 母 Flaming Page 1959 鹿                                                                     | 母の母Flaring Top 1947 栗                                                                   | Flaming Top                                                                                 | Omaha            | Omaha            |
| 母 Flaming Page 1959 鹿                                                                     | 母の母Flaring Top 1947 栗                                                                   | Flaming Top                                                                                 | Firetop F-No.8-f |                  |

### 近親馬
半姉フルール（父ヴィクトリアパーク）は現役時代に3勝し、母としてエプソムダービーなどを勝ったザミンストレルを産んだ。全弟ミンスキーはアイルランドの2歳チャンピオンとなった。後に日本に種牡馬として輸入されている。